# Ramtron
Ramtron International Corporation, kurz Ramtron, war ein US-amerikanischer fabless Hersteller von FRAM-Bausteinen. Er wurde 2014 von der Cypress Semiconductor Corporation übernommen. Der Sitz war in Colorado Springs, Colorado. Die herstellenden Partnerfirmen waren (Stand Februar 2012) Texas Instruments, Samsung und Toshiba. Ramtron respektive seine Partner stellten serielle und parallele nichtflüchtige Speicherbausteine, Hilfsbausteine für Prozessoren, nichtflüchtige Zustandsspeicher und Aufzeichnungsbausteine für Ereignisse auf FeRAM-Basis her.
Ramtron war ein börsennotiertes Unternehmen (Nasdaq: RMTR).

## Geschichte
Ramtron wurde 1984 in Colorado Springs gegründet. 1988 wurde der erste Prototyp eines FRAM-Bausteins auf der International Solid-State Circuits Conference (ISSCC) vorgestellt. Ramtron baute in den folgenden Jahren eine Pilotlinie für FRAM-Bausteine. 1998 übernahm Rohm mit der ersten eigenen Produktlinie die Produktion von Ramtron. Ramtron wurde damit fabless und konzentrierte sich auf die Entwicklung von FRAM-Bausteinen. Dazu wurden weitere Entwicklungspartner wie z. B. die oben genannten Partnerfirmen gewonnen.
Ramtron hatte, mit Stand Februar 2012, Standorte in den USA, in Kanada, Großbritannien, Thailand, China und Japan. Im Jahr 2015 kam es zur Übernahme von Ramtron durch Cypress Semiconductor.

## Produkte

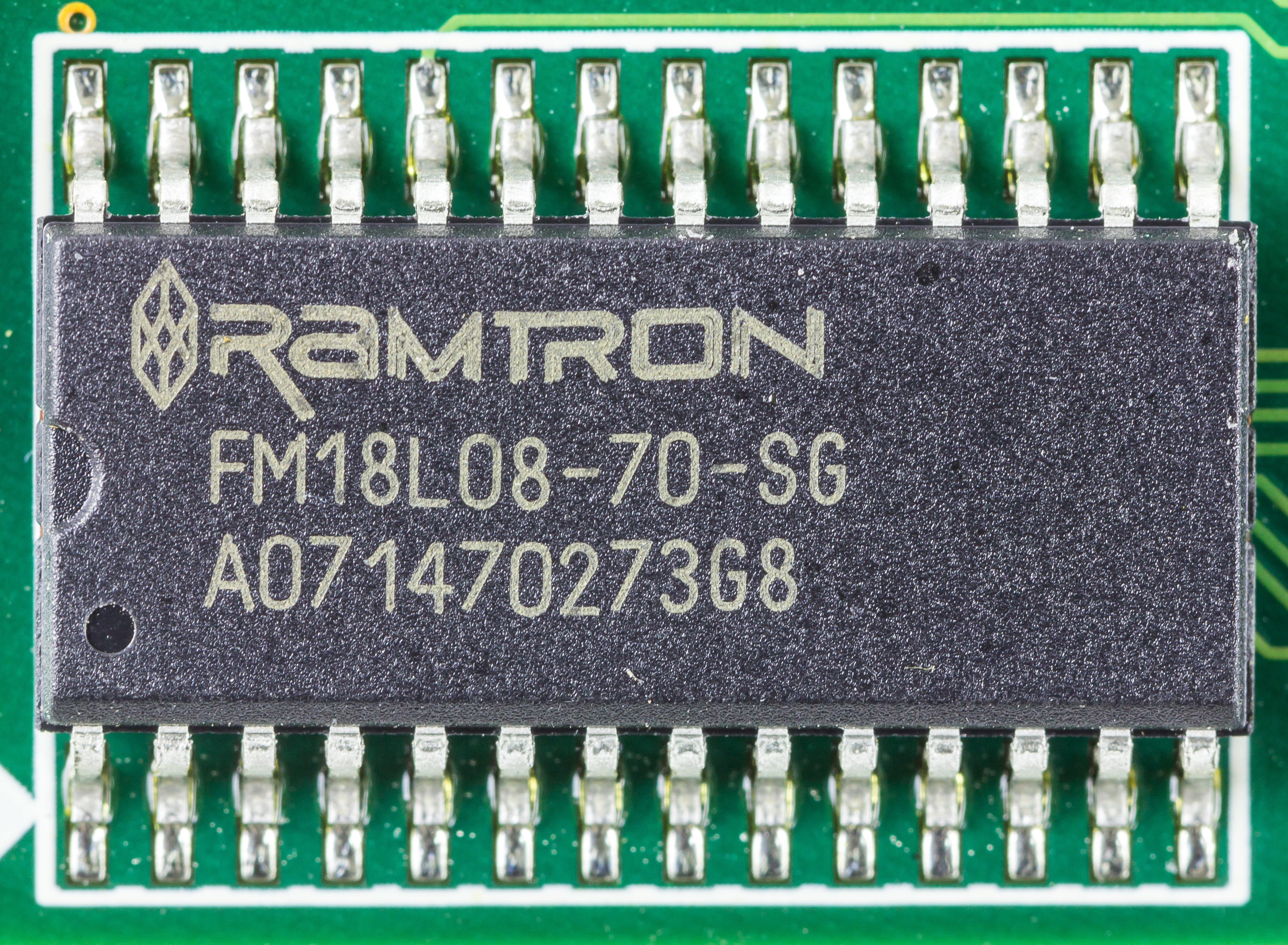
FRAM von Ramtron

Größtes Standbein von Ramtron waren Speicherbausteine in FRAM-Technik. Es gab solche Bausteine (Stand Februar 2012) in paralleler Technik bis zur Größe von 8 Mbit (512 kbit × 16 / 1 Mbit × 8) und in serieller Technik bis 1 Mbit (128kbit × 8). Weiter wurden Speicherbausteine speziell für RFID-Systeme angeboten zusätzlich zu Speicherbausteinen mit sehr geringem Energieverbrauch hergestellt. 
Companion-Chips, z. B. serielle Bausteine mit Speicher und Mixed-Signal-Funktionen, Echtzeituhren oder Processor Supervisor, rundeten das Produktangebot um Prozessoren herum ab. Dazu gab es als „Status-Speicher“ bezeichnete Bausteine, die logische Status nach einer Spannungsunterbrechung wiederherstellen können.